# Monte Quemado
Monte Quemado is een plaats in het Argentijnse bestuurlijke gebied Copo in de provincie Santiago del Estero. De plaats telt 11.387 inwoners.

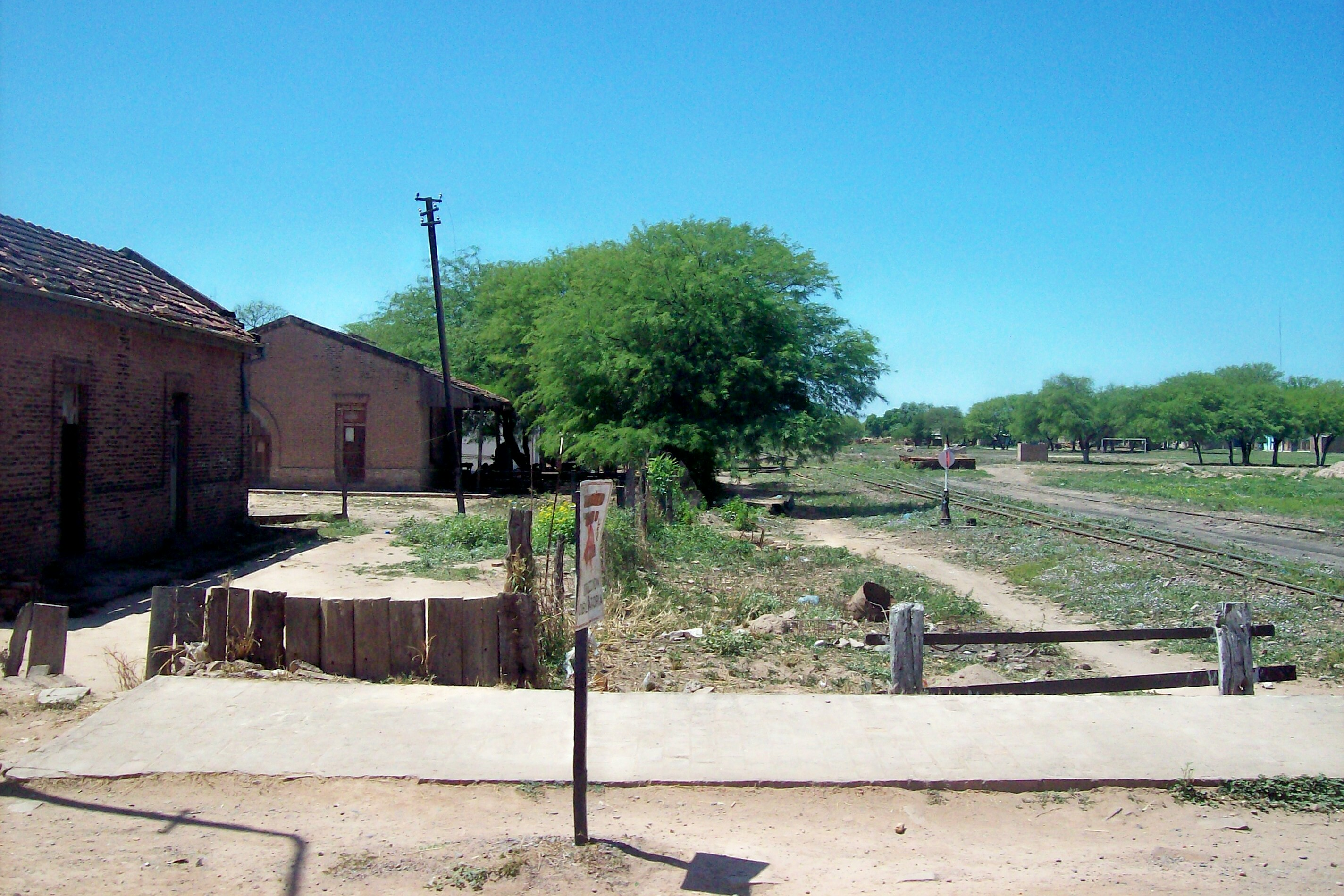
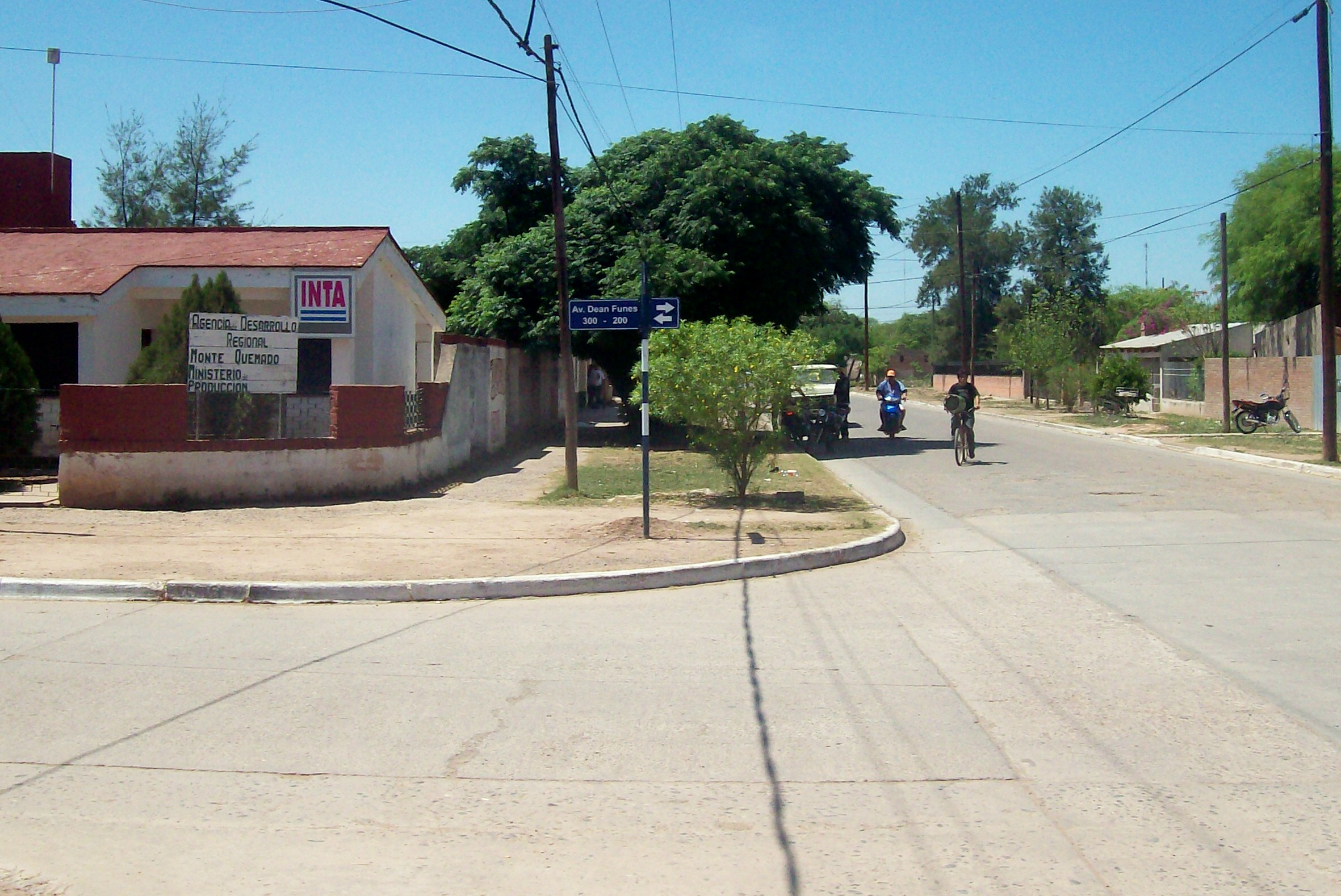